# Camps-sur-l'Isle
 Camps-sur-l'Isle  là một xã thuộc tỉnh Gironde trong vùng Nouvelle-Aquitaine tây nam nước Pháp.